# Langelandia incostata
Langelandia incostata is een keversoort uit de familie somberkevers (Zopheridae). De wetenschappelijke naam van de soort werd in 1869 gepubliceerd door Jean Pierre Omer Anne Édouard Perris.